# Tuc Blanc
El Tuc Blanc és una muntanya que es troba en límit dels termes municipals de la Vall de Boí (Alta Ribagorça) i Naut Aran (Vall d'Aran), dins del Parc Nacional d'Aigüestortes i Estany de Sant Maurici.

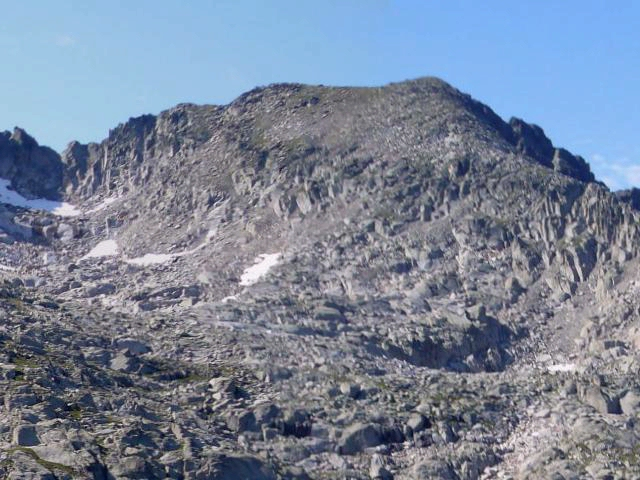
Tuc Blanc vist des del circ de Colomèrs

El pic, de 2.879,1 metres, s'alça a la carena que separa la Vall de Contraix (S) i el Circ de Colomèrs (N); amb el Pic Oriental a l'oest i l'Agulha deth Gran Tuc a l'est.

## Rutes
El més habitual és seguir un dels diferents camins que des del Refugi de Colomèrs porten a aquest cim pel seu vessant nord-oriental, menys escarpada que la meridional de la Vall de Contraix:
- Via Estanh Mòrt, Garguilhs de Sus, Estanhets deth Pòrt, Lac deth Pòrt de Colomèrs, Estanh Gelat i Còth de Pòdo.
- O per una de les alternatives que des del refugi porten cap al Lac Obago i després:
  - Via Estanh Solet, Lac de Pòdo i Còth de Pòdo.
  - O Estanh de Ratèra de Colomèrs, Lac deth Cap de Colomèrs i Portau de Pòdo.